# Peucetia akwadaensis
Peucetia akwadaensis là một loài nhện trong họ Oxyopidae.
Loài này thuộc chi Peucetia. Peucetia akwadaensis được miêu tả năm 1978 bởi Patel.